# Thaumatogelis mingetshauricus
Thaumatogelis mingetshauricus is een insect dat behoort tot de orde vliesvleugeligen (Hymenoptera) en de familie van de gewone sluipwespen (Ichneumonidae). De wetenschappelijke naam van de soort werd voor het eerst geldig gepubliceerd door Bogacev in 1946.